# Vadia (Gujarat)
Vadia é uma vila no distrito de Narmada, no estado indiano de Gujarat.